# Tegh
Tegh (armeniska: Տեղ) är en ort i Armenien. Den ligger i provinsen Siunik, i den sydöstra delen av landet, 180 kilometer öster om huvudstaden Jerevan. Tegh ligger 1 350 meter över havet och antalet invånare är 2 120.
Terrängen runt Tegh är lite bergig, och sluttar österut. Närmaste större samhälle är Goris, 12,9 kilometer väster om Tegh.
Trakten runt Tegh består till största delen av jordbruksmark. Runt Tegh är det ganska glesbefolkat, med 35 invånare per kvadratkilometer.